# Danh sách nhân vật trong Ỷ Thiên Đồ Long ký
Ỷ Thiên Đồ Long ký là bộ tiểu thuyết nằm trong Xạ điêu tam bộ khúc của Kim Dung, phần tiếp theo của Anh hùng xạ điêu và Thần điêu hiệp lữ, trong truyện có nhiều nhân vật mang tiểu sử riêng. Bối cảnh của tiểu thuyết là giai đoạn cuối triều Nguyên.

## Nhân vật chính

### 4 người con gái trong đời Trương Vô Kỵ

#### Tiểu Chiêu
Tiểu Chiêu (chữ Hán: 小昭; bính âm: xiăo zhào) là con gái của Tử Sam Long Vương Đại Ỷ Ty (Trong bản dịch cũ, Nguyễn Duy Chính dịch tên là Tiểu Siêu).
Tiểu Chiêu xuất hiện trong truyện là một cô gái mới 15 tuổi, nhưng đã tiềm ẩn nét đẹp của một mỹ nhân, như một bông hoa mới chớm nở, cô cũng có những nét đẹp riêng của con gái Ba Tư (da trắng, mũi cao, mắt xanh biếc) được di truyền từ mẹ. Cô được mẹ là Kim Hoa bà bà cài vào Minh giáo, giả trang làm một tỳ nữ xấu xí của Dương Bất Hối nhằm tìm kiếm võ công thất lạc Càn Khôn Đại Na Di. Nhưng do hành động mờ ám của mình nên cô bị Dương tả sứ dùng xiềng xích khóa cả tay và chân.
Tại đây Tiểu Chiêu đã gặp Trương Vô Kỵ, và cảm động trước sự bảo bọc chân thành của Vô Kỵ, cô đã có cảm tình với chàng. Tiểu Chiêu chính là người yêu cầu Trương Vô Kỵ học Càn Khôn Đại Na Di để nhanh ra khỏi mật thất của Minh giáo khi Trương Vô Kỵ và Tiểu Chiêu lạc đường trong lúc đang truy tìm Thành Côn. Tình yêu của cô đối với Vô Kỵ lặng lẽ, trong sáng, chân thành, vô tư, không bao giờ ghen tuông hay tỏ ra giận hờn.
Tiểu Chiêu còn là một cô gái rất thông minh, nhanh nhạy, kiến thức võ học khá uyên thâm và rất có bản lĩnh. Cô đã từng đứng ra cứu nguy cho các đại cao thủ Minh Giáo (lúc đó bị trúng độc) khỏi cuộc ám sát của quân đội Nhữ Dương Vương, và nhiều lần sát cánh cùng Trương Vô Kỵ vượt qua nhiều tình huống khó khăn nan giải.
Số phận của Tiểu Chiêu lại khiến cho người ta cảm thấy bùi ngùi, thương cảm. Là một cô gái còn nhỏ nhưng đã phải lặn lội giang hồ, chịu nhiều khổ cực, vừa có mối tình đầu đời với Trương Vô Kỵ đã phải sớm lìa xa chàng, phải trở về Ba Tư thay mẹ làm Thánh nữ, đến cái nguyện vọng nhỏ nhoi với Trương Vô Kỵ "suốt đời tiểu muội nguyện làm con hầu cho Giáo chủ ca ca" cũng đã không thành.
Tiểu Chiêu là một hình mẫu của một cô gái vừa thông minh xinh đẹp, vừa hiền dịu đảm đang nhưng lại có số phận đáng thương.
- Trong phim:

Trần Ngọc Liên (1978),
Điền Lệ (1984),
Thiệu Mỹ Kỳ (1986),
Trần Hiếu Huyên (1994),
Giang Hy Văn (2000),
Trần Tú Lệ (2003),
Hà Trác Ngôn (2009),
Hứa Nhã Đình (2019),

#### Ân Ly
Ân Ly còn có tên gọi khác là Thù Nhi (có bản dịch là Châu Nhi).
Ân Ly là con gái của Ân Dã Vương, cháu nội của Bạch Mi Ưng Vương Ân Thiên Chính. Trương Vô Kỵ gọi thân thiết Ân Ly là biểu muội. Ân Ly từng là một cô gái có khuôn mặt xinh xắn, vóc dáng thon thả. Tính cách Ân Ly khá phức tạp, có phần tà giáo manh động. Ân Ly gặp Vô Kỵ lần đầu tại Hồ Điệp cốc khi Kim Hoa bà bà muốn trả thù Hồ Thanh Ngưu, Ân Ly muốn đưa Vô Kỵ về đảo Linh Xã nhưng Vô Ky không chịu mà cắn vào tay cô. Tuy nhiên Ân Ly không bao giờ quên thương nhớ Vô Kỵ. Sau này hai người gặp lại nhau khi Vô Kỵ bị cha con Chu Trường Linh - Chu Cửu Chân hãm hại, đẩy xuống vách núi.
Do có thù với cha ruột có mới nới cũ, Ân Ly đã hạ sát dì ghẻ. Cô luyện môn tà công Thiên Thù Vạn Độc Thủ nên dung mạo bị hủy hoại, khuôn mặt sưng vù, cực kỳ xấu xí (cái tên Thù Nhi cũng từ đây mà có). Cô gặp Trương Vô Kỵ khi cùng Kim Hoa bà bà đến Hồ Điệp Cốc và có cảm tình với Vô Kỵ, sau cũng vì Vô Kỵ mà phản bội sư phụ là Kim Hoa bà bà, ngăn không cho Kim Hoa bà bà hại nghĩa phụ của Vô Kỵ là Tạ Tốn. Và Ân Ly bị Kim Hoa bà bà hạ độc thủ, trọng thương khi còn trên Linh Xà đảo.
Suốt đời Ân Ly chỉ mang duy nhất hình bóng của Trương Vô Kỵ, nhưng là một thằng bé Vô Kỵ năm xưa đã hắt hủi, chửi mắng, cắn vào tay cô, chứ không phải chàng trai Trương Vô Kỵ hiền lành tốt bụng mà sau này Ân Ly gặp lại.
- Trong Phim:

Trần An Doanh (1986),
Trần Thiếu Hà (2000),
Trần Tử Hàm (2003),
Trương Mông (2009),
Tào Hy Nguyệt (2019),

### Thành Côn
Ngoại hiệu Thành Côn là Hỗn Nguyên Tích Lịch Thủ, khi gia nhập phải Thiếu Lâm có pháp danh Viên Chân

## Phái Võ Đang

### Trương Tam Phong
Ông ngày trước có tên Trương Quân Bảo, xuất thân phái Thiếu Lâm.

### Võ Đang Thất hiệp

#### Tống Viễn Kiều
Đại đệ tử của Trương Tam Phong và cao tuổi nhất, vì chưởng môn Trương Tam Phong đã nhiều tuổi, Tống Viễn Kiều là người đại diện phái Võ Đang toàn quyền điều hành và xử lý công việc. Ông chỉ có một người con trai bảo bối là Tống Thanh Thư, chiều chuộng rất mực. Nhưng vì say đắm vẻ đẹp của Chu Chỉ Nhược mà Tống Thanh Thư phản bội lại Võ Đang, giết sư thúc Mạc Thanh Cốc và có mưu đồ hạ độc vào đồ ăn thức uống để hại phái Võ Đang và Trương Tam Phong. Ông được Trương Tam Phong truyền chức chưởng môn, sau bị cách chức vì tội không giáo dục được con.

#### Du Liên Châu
Nhị đệ tử của Trương Tam Phong. Du Liên Châu là người thâm trầm, ít nói, hiền lành lại thông minh nhưng cẩn thận và hành xử rất có chừng mực. Du Liên Châu được coi là có võ công cao cường nhất trong 7 đệ tử, thậm chí hơn cả Tống Viễn Kiều. Sau này ông được Trương Tam Phong truyền chức chưởng môn đời thứ hai, sau khi Tống Viễn Kiều bị cách chức.

#### Du Đại Nham
Tam đệ tử của Trương Tam Phong. Trong một biến cố bất ngờ, Du Đại Nham bắt gặp Đồ Long đao và giao chiến với Ân Dã Vương của Thiên Ưng giáo, nhưng bị trúng ám khí của Ân Tố Tố làm tê liệt toàn thân. Ân Tố Tố đã trả tiền nhờ Long Môn tiêu cục của Đô Đại Cẩm để đưa Du Đại Nham về Võ Đang sơn trong vòng 10 ngày (nếu sai lệnh thì cả tiêu cục sẽ chết hết). Đô Đại Cẩm đã thực hiện đúng mọi thứ ngoại trừ việc giao nhầm Du Đại Nham cho sáu kẻ thuộc hạ của Sát Hãn Nhữ Dương Vương đang tìm kiếm tung tích của Đồ Long đao. Du Đại Nham đã chịu Đại Lực Kim Cương Chỉ và tàn phế, sau hơn 20 năm ngồi xe lăn, Du Đại Nham được Trương Vô Kỵ dùng Hắc ngọc đoạn tục cao do Triệu Mẫn đưa để trị bệnh.

#### Trương Tùng Khê (Trương Tòng Khê)
Tứ đệ tử của Trương Tam Phong. Là người thông minh, đa mưu túc trí luôn được Trương Tam Phong hỏi ý kiến mỗi khi có những việc lớn cần sự tư vấn.

#### Trương Thúy Sơn
"Thiết Hoạch Ngân Câu" (鐵畫銀鉤) Trương Thúy Sơn là ngũ đệ tử của Trương Tam Phong và cũng là cha của Trương Vô Kỵ. Trương Thúy Sơn là người hợp ý nhất với Trương Tam Phong vì ngộ tính cao nhất và tài hoa. Trong lần điều tra kẻ hãm hại Du Đại Nham tại Long Môn Tiêu Cục, Trương Thúy Sơn bị nghi oan là kẻ giết chết cả tiêu cục này. Đồ Long Đao rơi vào tay Thiên Ưng giáo. Thiên Ưng giáo yêu cầu các phái khác quy phục tại hội nghị trên đảo Vương Bàn Sơn, Kim Mao Sư Vương Tạ Tốn tới đây cướp lấy đao và hạ độc thủ đối với quần hùng, đồng thời bắt Trương Thúy Sơn và Ân Tố Tố (con gái của ‘’Bạch Mi Ưng Vương’’ Ân Thiên Chính), theo mình tới Băng Hỏa đảo tận Bắc Cực để không ai tìm được bảo đao Đồ Long.
Sau đó, Trương Thúy Sơn lấy Ân Tố Tố, sinh ra Trương Vô Kỵ. Vô Kỵ nhận Tạ Tốn làm cha nuôi, Trương Thúy Sơn kết nghĩa anh em với Tạ Tốn. Sau 10 năm, Trương Thúy Sơn cùng vợ con quay trở về Trung thổ, tuy nhiên trước sự dị nghị của Lục đại môn phái Chính phái cùng những kẻ muốn tra hỏi tung tích Tạ Tốn và Đồ Long Đao, Trương Thúy Sơn và vợ bị ép phải tự vẫn tại núi Võ Đang, phần vì cảm thấy có lỗi với Du Đại Nham, và cũng để bảo vệ tung tích của nghĩa huynh Tạ Tốn.                      • Trong phim:               Hạ Vũ (1978), Nhậm Đạt Hoa (1986), Mã Cảnh Đào (1994), Lưu Tùng Nhân (2000), Tô Hữu Bằng (2003), Trương Trí Nghiêu (2009), Lý Đông Học (2019).

#### Ân Lê Đình
Ân Lê Đình (bản dịch cũ: Hân Lợi Hanh) là đệ tử thứ sáu của Trương Tam Phong, là người được cho là thân thiết nhất với Trương Thúy Sơn. Ân Lê Đình là người giàu tình cảm, si tình, ban đầu yêu và có hôn ước với Kỷ Hiểu Phù phái Nga My. Ân Lê Đình ôm trong lòng mối tình với Kỷ Hiểu Phù kể cả sau khi cô chết và thù hận Dương Tiêu cũng như Minh giáo vì cho rằng Dương Tiêu đã cướp và giết Kỷ Hiểu Phù. Sau cuộc chiến của Lục đại môn phái Chính phái nhằm tiêu diệt Minh Giáo trên Quang Minh đỉnh, Ân Lê Đình đau khổ biết rằng Kỷ Hiểu Phù không yêu mình trái lại đã yêu và có con với Dương Tiêu, đồng thời người giết Hiểu Phù lại là sư phụ cô Diệt Tuyệt sư thái. Tủi phận, buồn rầu chàng bỏ xuống núi và bị các thuộc hạ của Triệu Mẫn dùng "Đại Lực Kim Cang Chỉ" đánh gãy chân tay giống như Du Đại Nham khi xưa.
Sau khi giải mối oán thù giữa Minh Giáo và Lục đại môn phái, Dương Tiêu cùng con gái Dương Bất Hối ở lại núi Võ Đang. Bất Hối đã nảy sinh tình cảm với Ân Lê Đình trong khi chăm sóc chàng. Nhờ có Trương Vô Kỵ dùng Hắc ngọc đoạn tục cao của Triệu Mẫn tặng, Ân Lê Đình đã khôi phục sức khỏe và võ công, đồng thời lấy con gái của Dương Tiêu và Kỷ Hiểu Phù là Dương Bất Hối.

#### Mạc Thanh Cốc
Là đệ tử thứ bảy và cuối cùng của Trương Tam Phong, trẻ tuổi nhất và tính tình ngay thẳng, có phần nóng nảy. Mạc Thanh Cốc chứng kiến cháu mình Tống Thanh Thư nhòm trộm các nữ đệ tử phái Nga My nên đã định trừng phạt nhưng đã bị Tống Thanh Thư cùng với sự trợ giúp của Trần Hữu Lượng giết chết. Cái chết của ông gần như là sự hối hận nhất của Tống Thanh Thư.

### Tống Thanh Thư
Tống Thanh Thư là con trai của Tống Viễn Kiều, người được Trương Tam Phong chọn là chưởng môn đời thứ 3 và truyền thụ võ công, khôi ngô tuấn tú, võ công cao cường. Theo Kim Dung, Tống Thanh Thư đẹp hơn nam chính rất nhiều, không chỉ Ân Ly mà đến giáo chủ Minh giáo cũng thừa nhận việc này. Thế nên, ngoại hiệu của chàng mới là “ngọc diện mạnh thường”.
Khi lục đại môn phái bao vây đỉnh Quang Minh của Minh giáo, Tống Thanh Thư gặp Chu Chỉ Nhược và lập tức si mê nàng. Khi chứng kiến Trương Vô Kỵ không đoạt kiếm từ Chỉ Nhược và để Chỉ Nhược dùng Ỷ thiên kiếm đâm, Tống Thanh Thư hiểu rằng Vô Kỵ và Chỉ Nhược có tình ý với nhau nên Thanh Thư căm ghét Trương Vô Kỵ. Nhân lúc Vô Kỵ đang bị thương, Thanh Thư xông ra quyết giết chết Trương Vô Kỵ. Tuy nhiên Trương Vô Kỵ vẫn xoay sở đánh bại được Tống Thanh Thư. Sau sự việc đó, Tống Thanh Thư càng bất mãn hơn với Vô Kỵ.
Mạc Thanh Cốc chứng kiến Tống Thanh Thư nhòm trộm các nữ đệ tử phái Nga My nên đã định trừng phạt. Với bản tính nông nổi, nóng vội, Tống Thanh Thư đã giết chết sư thúc mình là Mạc Thanh Cốc qua lời khiêu khích của Trần Hữu Lượng. Chu Chỉ Nhược sau khi vào Ma đạo, luyện thành Cửu Âm bạch cốt trảo, tuy lấy Tống Thanh Thư làm chồng nhưng vẫn yêu Trương Vô Kỵ, không quan tâm đến Thanh Thư mà chỉ lợi dụng sự bất mãn Thanh Thư với Vô Kỵ.
Tại Đại hội Đồ sư, Tống Thanh Thư bị đánh bại và bị trọng thương. Về đến núi Võ Đang thì chết do bị thương nặng mặc dù đã được Vô Kỵ chữa trị trước đó (bản cũ là bị Trương Tam Phong giết).

### Nhân vật khác
- Linh Hư Tử, đệ tử của Du Đại Nham
- Minh Nguyệt (đệ tử phái Võ Đang)
- Thanh Phong (đệ tử phái Võ Đang)

## Minh Giáo

### Dương Đỉnh Thiên
Là giáo chủ đời thứ 33 của Minh Giáo, luyện tuyệt kĩ Càn khôn đại na di đến được tầng thứ 4, ông đánh bại cả ba đại sư chữ Độ của Thiếu Lâm và rất nhiều người khác. Dương Đỉnh Thiên chủ trương lật đổ nhà Nguyên, khôi phục giang sơn cho người Hán. Tuy nhiên đại nghiệp chưa thành.
Vợ ông - Dương phu nhân vốn là thanh mai trúc mã, có tư tình với Thành Côn, bị ép gả cho Dương Đỉnh Thiên, nên vẫn bí mật gặp Thành Côn trong mật đạo dưới Quang Minh Đỉnh. Dương Đỉnh Thiên chết do bị tẩu hỏa nhập ma khi đang luyện công vì phát hiện vợ mình và Thành Côn gian díu. Dương phu nhân nhìn thấy đau lòng chết theo chồng. Điều này làm Thành Côn căm hận Minh Giáo, từ đó cấu kết với Triều Đình nhà Nguyên, tham vọng diệt Ma Giáo.

### Quang Minh Tả Hữu sứ
Quang Minh Tả Hữu sứ gồm hai người: Dương Tiêu và Phạm Dao, hai người này còn được gọi là "Tiêu Dao nhị tiên".

#### Dương Tiêu
Dương Tiêu là Quang Minh Tả sứ của Minh Giáo, một trong những nhân vật quan trọng nhất của Minh Giáo, trong Minh giáo chỉ xếp sau Dương Đỉnh Thiên, ngang hàng cùng Quang Minh Hữu sứ Phạm Dao, võ công trác tuyệt. Trong một lần chạm trán với phái Nga Mi, Dương Tiêu có một mối tình với Kỷ Hiểu Phù, nữ đệ tử yêu quý của Diệt Tuyệt sư thái phái Nga My, nên bắt cô về làm vợ.
Dương Tiêu đã cưỡng bức Kỷ Hiểu Phù, nhưng cô không những không oán hận Dương Tiêu mà thậm chí còn đem lòng yêu. Hiểu Phù mang thai và sinh ra một cô con gái đặt tên là Dương Bất Hối, ý muốn nói là Hiểu Phù không bao giờ hối hận khi yêu Dương Tiêu. Nhưng Hiểu Phù lại chọn cách rời xa Dương Tiêu, cũng như không quay về Nga Mi. Chính tà bất lưỡng lập, chỉ vì không chịu nghe lời sư phụ đi giết Dương Tiêu, Hiểu Phù đã chấp nhận chọn cái chết do chính sư phụ của mình ra tay ở Hồ Điệp Cốc. Trước lúc chết, cô đã kịp nhờ Trương Vô Kỵ đưa Bất Hối trốn đi tìm cha (tức Dương Tiêu) ở Quang Minh đỉnh. Trải qua bao sóng gió, cuối cùng Vô Kỵ cũng đưa được Bất Hối đến gặp cha mình. Dương Tiêu ngay khi nghe tin Hiểu Phù chết, đồng thời biết tên của con gái mang một tình yêu không ân hận của Kỷ Hiểu Phù dành cho mình, đã đau khổ tột độ. Ngay sau đó Dương Tiêu nuôi dạy Bất Hối khôn lớn tại Minh Giáo, sau này Bất Hối đã lấy Ân Lê Đình, đệ tử thứ sáu của Trương Tam Phong phái Võ Đang.
Dương Tiêu tinh thông khá nhiều võ công các môn phái, võ học uyên bác. Dương Tiêu còn học được đến tầng thứ hai của tuyệt kỹ Càn khôn đại na di, thần công hộ giáo của Minh Giáo. Thời trẻ ông được mô tả trong Ỷ Thiên Đồ Long ký là một mỹ nam đào hoa, thích phiêu diêu tự tại. Về trung niên thì trầm tĩnh hơn, chỉ chú tâm khôi phục, đóng góp cho Minh giáo và chăm lo Dương Bất Hối, sau này được Trương Vô Kỵ nhường lại chức vị giáo chủ Minh Giáo.
- Trong phim:

Huỳnh Doãn Tài (1978), Lê Hàn Trì (1986), Tôn Hưng (1994), Trương Triệu Huy (2000), Trương Thiết Lâm (2003), Ngô Hiểu Đông (2009), Lâm Vũ Thân (2019).

#### Phạm Dao
Phạm Dao là Quang Minh Hữu sứ, một trong hai sứ giả của Minh giáo cùng với Quang Minh Tả sứ Dương Tiêu. Trong Minh giáo, chức danh Quang Minh Tả Hữu sứ chỉ xếp sau giáo chủ Dương Đỉnh Thiên.
Thời còn trẻ Phạm Dao và Dương Tiêu còn được gọi là "Tiêu Dao nhị tiên" do dung mạo hai người anh tuấn tiêu sái.
Về trung niên, sau khi giáo chủ Dương Đỉnh Thiên qua đời, Phạm Dao muốn tìm ra chân nguyên hung thủ muốn phá hoại Minh Giáo. Phạm Dao đã điều tra được âm mưu thâm độc của Thành Côn và biết hắn làm việc cho triều đình nhà Nguyên. Tuy nhiên Phạm Dao lại trúng độc thủ của hắn nhưng may mắn không chết. Sau đó Phạm Dao đã hủy đi khuôn mặt thanh tú của mình và trà trộn vào Nhữ Dương Vương Phủ lấy tên là "Khổ Đầu Đà" với tư cách võ sĩ từ nước Hoa thích tử mô, làm thân tín cho Nhữ Dương Vương và thầy dạy võ cho Triệu Mẫn, qua đó cũng đã nhiều lần ra tay trợ giúp Minh Giáo trong việc giữ thanh danh (điển hình là việc quay lưng 18 tượng La hán tại chùa Thiếu Lâm có viết chữ giá họa cho Minh Giáo).
Sau khi Trương Vô Kỵ lên làm giáo chủ Minh Giáo, nhiều lần cứu Lục đại môn phái của võ lâm Trung Nguyên, Phạm Dao đã tương kiến và bộc lộ thân phận thật của mình là Hữu Sứ Giả của Quang Minh đỉnh và về phò tá cho Trương Vô Kỵ. Trong lần cứu Lục đại môn phái bị Triệu Mẫn giam ở bảo tháp Vạn An Tự, Phạm Dao đã có kế sách tìm được thuốc giải từ tay Huyền Minh nhị lão, cứu các cao thủ bị trúng độc.
Về võ công: Phạm Dao tinh thông nhiều võ công trong thiên hạ, được xếp vào hàng cao thủ đương thời, sánh ngang với các cao thủ như Huyền Minh nhị lão, Dương Tiêu,...
- Trong phim:

Đào Đại Vũ (1986), Vương Duy Đức (2000), Viên Uyển (2003), Hồ Đông (2009), Tống Phong Nham (2019).

### Tứ đại Pháp vương - Tử Bạch Kim Thanh

#### Kim Hoa bà bà
Kim Hoa bà bà tên thật là Đại Ỷ Ty, hiệu là Tử Sam Long Vương, người đứng đầu trong Tứ đại Hộ giáo Pháp vương của Minh giáo. Bà vốn là thánh nữ của Minh giáo Ba Tư, cũng là mẹ của Tiểu Chiêu và là sư phụ của Ân Ly (con gái Ân Dã Vương). Bà sang Trung Nguyên để tìm Càn khôn đại na di, võ công thất lạc của Minh giáo Ba Tư.
Bà là một nữ nhân tuyệt sắc, sau này vì yêu Hàn Thiên Diệp và sinh ra Tiểu Chiêu mà rời bỏ Minh Giáo, đây bị xem hành động phản bội Minh giáo Ba Tư và Minh giáo Trung Thổ. Bà tuy dung mạo trẻ trung nhưng vì muốn trốn tránh Minh giáo nên luôn đóng giả một bà già với giọng ho đặc trưng. Trong một lần bị trúng độc, Kim Hoa bà bà cùng chồng Hàn Thiên Diệp đến cầu cứu Hồ điệp Y tiên Hồ Thanh Ngưu, nhưng Hồ Thanh Ngưu chỉ cứu bà do bà là người Minh giáo, để mặc cho Hàn Thiên Diệp chết (do ông này không phải người Minh giáo). Từ đó Kim Hoa bà bà thù ghét và muốn giết chết vợ chồng Hồ Thanh Ngưu để báo thù. Sau này, bà quay lại Hồ điệp cốc để tìm Hồ Thanh Ngưu thì gặp Diệt Tuyệt sư thái. Võ công của bà tựa hồ cao hơn Diệt Tuyệt sư thái nhưng do không có vũ khí đối lại Ỷ Thiên kiếm nên thành ra thất thế và đành phải rời đi khỏi Hồ điệp cốc.
Nghe được phái Côn Lôn bàn nhau về nơi ở của Tạ Tốn, Kim Hoa bà bà đến dụ Tạ Tốn lên đảo Linh Xà của mình, rồi tìm cách đoạt Đồ long đao từ tay Tạ Tốn. Bà dùng nhiều thủ đoạn định hại Tạ Tốn thì Trương Vô Kỵ ra cản trở. Cùng lúc thì sứ giả Ba Tư đến bắt bà đi đem thiêu sống. Tạ Tốn, Trương Vô Kỵ cùng Chu Chỉ Nhược, Triệu Mẫn, Tiểu Chiêu cứu được bà ra nhưng bị người Ba Tư vây khốn. Kim Hoa bà bà phải cùng con gái Tiểu Chiêu sang Ba Tư (Tiểu Chiêu làm giáo chủ Minh giáo Ba Tư) để cứu mạng Tạ Tốn, Trương Vô Kỵ, Chu Chỉ Nhược và Triệu Mẫn, Ân Ly đang bị thương khỏi cuộc bao vây của người Ba Tư.

#### Ân Thiên Chính
Bạch Mi Ưng Vương Ân Thiên Chính là người đứng thứ hai trong Tứ đại Pháp vương sau Tử Sam Long Vương, mặc dù tuổi cao nhưng võ công cao cường nên ông là lão tướng duy nhất trong Minh Giáo. Sau khi Dương Đỉnh Thiên mất tích, nội bộ Minh Giáo bất hoà khiến ông thành lập ra Thiên Ưng Giáo. Bạch Mi Ưng Vương là cha của Ân Tố Tố và Ân Dã Vương, ông ngoại của Trương Vô Kỵ.
Võ công của ông không bằng Dương Tiêu, Phạm Dao, nhưng cao hơn Vi Nhất Tiếu, Đại Ỷ Ty, Ngũ Tản Nhân với tuyệt kĩ thành danh Ưng trảo công. Trong trận chiến trên đỉnh Quang Minh, Bạch Mi Ưng Vương đã đến cứu Minh Giáo, qua đó gặp lại cháu trai Trương Vô Kỵ của mình.
Lúc Tạ Tốn bị giam ở chùa Thiếu Lâm, Trương Vô Kỵ không đánh nổi ba vị cao tăng nên đi mời Ân Thiên Chính cùng Dương Tiêu phối hợp ba đánh ba với ba vị cao tăng. Sau cuộc tỉ thí đó, Ân Thiên Chính trọng thương và qua đời, thọ 78 tuổi

#### Tạ Tốn
Là người đứng thứ ba trong Tứ đại Hộ giáo Pháp vương, bẩm sinh râu tóc vàng như râu ngô nên có ngoại hiệu là Kim Mao Sư Vương, tức Sư Tử, tuy chức vụ xếp sau Tả Hữu sứ giả nhưng trong Di thư của Cố giáo chủ Dương Đỉnh Thiên thì ông được đề cử chức vụ Phó giáo chủ.

#### Vi Nhất Tiếu
Vi Nhất Tiếu là người thứ tư trong Tứ đại Pháp vương của Minh Giáo, hiệu là Thanh Dực Bức Vương. Ông là người vô cùng cổ quái và lập dị. Trước khi Trương Vô Kỵ lên làm giáo chủ Minh Giáo thì Vi Nhất Tiếu bị tẩu hỏa nhập ma khi luyện công, do đó khi khai triển nội công đều phải hút máu người sống, nếu không thì sẽ bị lạnh cóng toàn thân và chết (nên hình ảnh của Vi Nhất Tiếu luôn gắn liền với "Con dơi hút máu người"). Sau này nhờ Trương Vô Kỵ dùng Cửu Dương Thần Công chữa trị, nên Vi Nhất Tiếu không còn phải hút máu người sau khi vận nội công nữa. Từ đó Vi Nhất Tiếu đã trở thành một trợ thủ đắc lực cho Trương Vô Kỵ. Nhờ tài khinh công thuộc hàng đệ nhất thiên hạ của mình mà nhiều phen Vi Nhất Tiếu đã giải cứu nhóm người Trương Vô Kỵ khỏi những lúc nguy nan. Ngoài ra, ông còn có võ công Hàn băng miên chưởng.

### Ngũ tản nhân
- Thuyết Bất Đắc: Còn gọi là "Bố Đại Hòa Thượng". Ông vốn là một vị tăng, vũ khí là bao cà sa Phật dùng để bắt nhốt người. Rất thích ngao du thiên hạ.
- Chu Điên: Là một người tính tình nóng nảy, ăn nói rất lỗ mãng, rất thích cãi nhau với mọi người, đặc biệt là Dương Tiêu.
- Lãnh Khiêm: Còn gọi là "Lãnh Diện Tiên Sinh", tính ít nói, mở miệng ra là không nói quá 1 câu. Nhưng làm việc thì rất kỷ luật, chu đáo, sau được Trương Vô Kỵ giao chức chấp pháp trong Minh giáo. Vũ khí là những cây bút nhỏ bằng bạc.
- Bành Oánh Ngọc: cũng là một hòa thượng. Ông thông minh, nhiều mưu kế như Dương Tiêu.
- Trương Trung: còn gọi là "Thiết quan Đạo nhân".

### Thiên Ưng giáo

#### Ân Tố Tố
Là con gái của Ân Thiên Chính, giữ chức đường chủ Thiên Vi Đường chỉ đứng sau cha và anh trai, võ nghệ cao cường, xinh đẹp mưu trí. Nàng chính là người đã ám toán Du Đại Nham và thuê Long Môn tiêu cục chở Đại Nham về núi Võ Đang. Sau đó tổ chức đại hội trên đảo Vương Bàn Sơn để khoe thanh Đồ Long Đao, từ đó gây ra sóng gió giang hồ suốt mấy chục năm sau. Cũng tại đại hội võ lâm đó, nàng gặp lại Trương Thúy Sơn và Tạ Tốn. Cả ba cùng ra đảo Băng Hỏa, nàng kết thân với Trương Ngũ hiệp rồi sinh ra Vô Kỵ.
Sau khi về Trung Nguyên, do chồng mình tự sát để bảo vệ Tạ Tốn, phần vì hối hận năm xưa đã hại Du Đại Nham phái Võ Đang, phần vì bị quần hùng tra xét tung tích Tạ Tốn và Đồ Long Đao nhưng không muốn tiết lộ nên nàng đã tự vẫn trước mặt quần hùng và con trai.
- Trên phim:

Hoàng Thục Nghi (1978),
Trịnh Du Linh (1986),
Trương Mẫn (1993),
Diệp Đồng (1994),
Mễ Tuyết (2000),
Quách Phi Lệ (2003),
Vương Viện Khả (2009),
Trần Hân Dư (2019),

#### Ân Dã Vương
Là con trai cả của Bạch Mi Ưng Vương, anh trai Ân Tố Tố, cha Ân Ly và là cậu ruột của Trương Vô Kỵ. Ban đầu ông là Đường chủ Tử Vi Đường của Thiên Ưng Giáo, sau này lên Phó giáo chủ Thiên Ưng Giáo, được võ công chân truyền của cha.

#### Lý Thiên Viên
Ông là sư đệ của Ân Thiên Chính, sư thúc của Ân Dã Vương, Ân Tố Tố, là Đường chủ Thiên Thị Đường trong Thiên Ưng Giáo, võ công của ông chỉ sau Ân Thiên Chính.
Gần cuối truyện, Trương Vô Kỵ sai Lý Thiên Viên đi lấy lại Ỷ Thiên kiếm và Đồ long đao trên hòn đảo vô danh mà Chu Chỉ Nhược từng hạ độc thủ, cướp đao kiếm. Trương Vô Kỵ sai rèn lại Đồ long đao và đưa Lý Thiên Viên giữ đao.

### Dương Bất Hối
Dương Bất Hối là nữ nhân vật có cá tính, mạnh mẽ, dám nghĩ dám làm, dám yêu dám hận. Cô là con gái của Dương Tiêu và Kỷ Hiểu Phù. Chuyện tình cha mẹ cô lắm trắc trở, bị ngăn cấm rất nhiều, tuy vậy cô vẫn được sinh ra và được Hiểu Phù đặt tên là Bất Hối, ý nói mẹ cô đến chết cũng không hối hận vì đã gặp cha cô.
Kỷ Hiểu Phù chết khi Bất Hối còn nhỏ, cô đã được Trương Vô Kỵ dắt đi từ Trung Nguyên sang Tây Vực để tìm cha là Dương Tiêu, sau đó cha con được đoàn tụ, Dương Tiêu đã hết lòng yêu thương và chăm sóc Bất Hối.
Nhiều năm trôi qua, Bất Hối - giờ đã thành thiếu nữ - tình cờ gặp được Ân Lê Đình, người yêu mẹ cô năm xưa nhưng không được đáp lại. Lúc đầu cô muốn thay mẹ bù đắp lại nỗi đau mẹ đã gây ra cho Ân Lê Đình, nhưng dần cô đã yêu ông. Ân Lê Đình cũng nhờ gặp được Bất Hối mà vết thương lòng của ông cũng được hồi phục. Tuy giữa 2 người có sự khác biệt về tuổi tác và hơn nữa cha cô và Ân Lê Đình còn từng là kẻ thù, nhưng nhờ có tình yêu, họ đã vượt qua được tất cả mà đến với nhau.
- Trong Phim:

Dương Phán Phán (1978),
Ngô Thiện Vi (1986),
Đằng Lệ Danh (2000),
Bảo Dật Lâm (2003),
Lộ Thần (2009),
Tôn An Khả (2019)

### Ngũ Hành Kỳ
- Nhuệ Kim Kỳ: Chưởng kỳ sứ là Trang Tranh, bị chết vì Ỷ Thiên kiếm, Phó kỳ sứ là Ngô Kình Thảo. Nhuệ Kim Kỳ có tài rèn đúc vũ khí (sau này đã rèn lại Đồ Long đao). Vũ khí thường sử dụng là thương giáo, đao búa, cung tên.
- Cự Mộc Kỳ: Chưởng kỳ sứ là Văn Thương Tùng. Cự Mộc Kỳ có tài chặt gỗ, xẻ cây, vũ khí sử dụng là những cây gỗ lớn bịt sắt lập thành trận pháp, đánh theo lối "công thành". Thường Ngộ Xuân là người trong Cự Mộc Kỳ.
- Hồng Thủy Kỳ: Chưởng kỳ sứ là Đường Dương. Hồng Thủy Kỳ thiên về sử dụng nước, lúc lâm địch thì phun nước có pha chất độc. Chu Nguyên Chương và Từ Đạt là người trong Hồng Thủy Kỳ.
- Liệt Hỏa Kỳ: Chưởng kỳ sứ là Tân Nhiên. Liệt Hỏa Kỳ chuyên về sử dụng lửa, thường mang theo dầu lửa, lưu hoàng hỏa thạch, các chất dễ cháy để tấn công kẻ địch.
- Hậu Thổ Kỳ: Chưởng kỳ sứ là Nhan Viên, là người có thần lực nhất trong đám giáo chúng. Hậu Thổ Kỳ có tài đào hầm lấp đất, thuật độn thổ không ai sánh kịp.

### Thiên Địa Phong Lôi tứ môn
- Thiên Tự Môn là nam giáo chúng Trung Nguyên.
- Địa Tự Môn là nữ giáo chúng,.
- Phong Tự Môn là người tu hành Thích gia, Đạo gia.
- Lôi Tự Môn là người thuộc phiên bang, Tây Vực.

### Hồ Điệp Cốc

#### Hồ Thanh Ngưu
Trong Ỷ Thiên Đồ Long ký, Điệp Cốc Y Tiên Hồ Thanh Ngưu cũng có ngoại hiệu là Kiến Tử Bất Cứu, nếu không là thuộc hạ của Minh Giáo thì thấy chết cũng không cứu.
Năm xưa, Trương Tam Phong mang Vô Kỵ (khi bị Huyền Minh thần chưởng đánh trúng) đi chữa bệnh đã gặp Thường Ngộ Xuân. Trương Tam Phong nhận lời đưa Chu Chỉ Nhược về Võ Đang còn Thường Ngộ Xuân đã mang Trương Vô Kỵ đến nhờ Hồ Thanh Ngưu chữa trị. Tuy không chữa hoàn toàn được cho Vô Kỵ nhưng ông đã truyền toàn bộ kiến thức y dược của mình cho Trương Vô Kỵ. Sau này Hồ Thanh Ngưu rời bỏ Hồ điệp cốc ra đi.

#### Vương Nạn Cô
Vương Nạn Cô là vợ của Hồ Thanh Ngưu, dáng vẻ xinh đẹp, biệt tài dùng độc. Thường xuyên chế ra kịch độc, thử trên cả bản thân mình nhằm khiêu khích tài trị độc của Hồ Thanh Ngưu. Sau này nhờ Trương Vô Kỵ mà hiềm khích của Vương Nạn Cô với Hồ Thanh Ngưu được xóa bỏ, cô cùng chồng giả chết để đối phó với sự trả thù của Kim Hoa bà bà.

### Thường Ngộ Xuân
Thường Ngộ Xuân là nhân vật có thật trong lịch sử. Trong tiểu thuyết, Thường Ngộ Xuân gia nhập Minh giáo, là hào kiệt mong muốn diệt Nguyên thất khôi phục giang sơn cho người Hán. Thường Ngộ Xuân có giao tình với cha của Chu Chỉ Nhược.
Năm xưa, Trương Tam Phong mang Vô Kỵ đi chữa bệnh đã gặp Thường Ngộ Xuân. Trương Tam Phong nhận lời đưa Chu Chỉ Nhược về Võ Đang còn Thường Ngộ Xuân đã mang Trương Vô Kỵ đến nhờ Hồ Thanh Ngưu chữa trị. Tuy không chữa hoàn toàn được cho Vô Kỵ nhưng ông đã truyền toàn bộ kiến thức y dược của mình cho Trương Vô Kỵ. Từ đó mà Vô Kỵ chữa được độc cho Thường Ngộ Xuân. Sau này Thường Ngộ Xuân đã giúp nhà Minh lập quốc. Vì chết sớm sau khi nhà Minh thành lập nên ông tránh được cái hoạ sát hại công thần của Chu Nguyên Chương.

### Chu Nguyên Chương
Chu Nguyên Chương là nhân vật có thật trong lịch sử. Trong tiểu thuyết, Chu Nguyên Chương gia nhập Minh Giáo, đã cứu Trương Vô Kỵ một lần khi Vô Kỵ còn nhỏ (khi Vô Kỵ cùng Bất Hối đến gặp Dương Tiêu). Chu Nguyên Chương có tài cán, túc trí đa mưu, đã dò ra được tung tích của Lục đại môn phái khi họ bị Triệu Mẫn bắt. Tuy nhiên Chu Nguyên Chương ra tay có phần độc ác, nên Trương Vô Kỵ có phần ái ngại. Mặc dù vậy Chu Nguyên Chương vẫn được cất nhắc lên vị trí cao trong Minh Giáo, góp công lớn tiêu diệt Nhà Nguyên, và bè đảng Trần Hữu Lượng, lập ra nhà Minh. Sau đó ông sát hại rất nhiều công thần của mình, trong đó có Từ Đạt.

### Từ Đạt
Từ Đạt là nhân vật có thật trong lịch sử. Trong tiểu thuyết Ỷ Thiên Đồ Long ký của Kim Dung, Từ Đạt là một giáo đồ của Minh giáo và là huynh đệ thân thiết của Chu Nguyên Chương. Sau khi bí mật trong Ỷ Thiên kiếm và Đồ Long đao được làm sáng tỏ, Trương Vô Kỵ đã đem binh pháp của Nhạc Phi - tức là Vũ Mục di thư (vốn giấu trong cây đao) giao cho Từ Đạt. Nhờ vậy ông đã trở thành danh tướng một thời, giúp Chu Nguyên Chương đánh đuổi quân Nguyên, chiếm lại Đại Đô. Tuy nhiên sau cùng ông bị Chu Nguyên Chương thanh trừng.

## Minh Giáo Ba Tư

### Thập Nhị Bảo Thụ Vương
- Đại Thánh Bảo Thụ Vương
- Trí Tuệ Bảo Thụ Vương
- Thường Thắng Bảo Thụ Vương
- Chưởng Hỏa Bảo Thụ Vương
- Cần Tu Bảo Thụ Vương
- Bình Đẳng Bảo Thụ Vương
- Tín Tâm Bảo Thụ Vương
- Trấn Ác Bảo Thụ Vương
- Chính Trực Bảo Thụ Vương
- Công Đức Bảo Thụ Vương
- Tề Tâm Bảo Thụ Vương
- Câu Minh Bảo Thụ Vương

### Vân Phong Nguyệt tam Sứ
- Diệu Phong Sứ
- Lưu Vân Sứ
- Huy Nguyệt Sứ

## Nhữ Dương Vương Phủ

### Huyền Minh nhị lão
Huyền Minh nhị lão, 1 hắc 1 bạch nổi tiếng với võ công Huyền Minh Thần Chưởng là loại công phu độc tính âm hàn rất lợi hại (chỉ có luyện Cửu Dương chân kinh mới chữa được), rất trung thành với Triệu Mẫn. Hai người được Triệu Mẫn tin tưởng, luôn cho đi theo hộ vệ, và cất giữ thuốc giải Thập Hương Nhuyễn Cân Tán.

#### Lộc Trượng Khách
Lộc Trượng Khách là Lão Hắc trong Huyền Minh nhị lão, người khá cẩn thận, nhưng có tính mê gái, sử dụng vũ khí là cây trượng sừng hươu. Kết cục Hạc Bút Ông cùng Lộc Trượng Khách đều bị Trương Vô Kỵ phế võ công trên Thiếu Lâm tự khi quân Mông Cổ đang bao vây quần hùng trên núi Thiếu Thất sau Đồ Sư Anh Hùng Hội.

#### Hạc Bút Ông
Hạc Bút Ông là Lão Bạch trong Huyền Minh nhị lão, là người đơn giản, ham rượu thịt nhậu nhẹt, sử dụng vũ khí là cây thiết bút. Năm xưa chính Hạc Bút Ông là người bắt và đánh Trương Vô Kỵ một chưởng âm độc khiến Vô Kỵ dở sống dở chết. Sau này, Phạm Dao đã dùng kế để lấy được thuốc giải Thập Hương Nhuyễn Cân Tán, cứu Lục đại môn phái bị giam ở bảo tháp. Kết cục Hạc Bút Ông cùng Lộc Trượng Khách đều bị Trương Vô Kỵ phế võ công trên Thiếu Lâm tự khi quân Mông Cổ đang bao vây quần hùng trên núi Thiếu Thất sau Đồ Sư Anh Hùng Hội.

### Thần tiễn Bát hùng
8 cao thủ sở trường tiễn pháp, đi theo bảo vệ Triệu Mẫn:
- Triệu Nhất Thương
- Tiền Nhị Bại
- Tôn Tam Hủy
- Lý Tứ Tồi
- Chu Ngũ Thâu
- Ngô Lục Phá
- Trịnh Thất Diệt
- Vương Bát Suy

Vương phủ: Nhữ Dương Vương, Thế tử Vương Bảo Bảo, Vương phi...

## Phái Kim Cương (bang phái Thiếu Lâm ở Tây Vực)
Năm xưa tại chùa Thiếu Lâm có 1 tên Hỏa công đầu đà, chuyên lo việc nấu bếp trong chùa, do bị ức hiếp nên đã lén học võ công Thiếu Lâm. Về sau y đánh bại được rất nhiều cao thủ trong chùa. Chủ tọa Đạt Ma Đường là Khổ Trí thiền sư cũng chết dưới bàn tay y. Các cao thủ trong phái Thiếu Lâm tranh chấp đến mức Khổ Tuệ thiền sư phải bỏ chùa sang Tây Vực, lập ra Thiếu Lâm Tây Vực (Phan Thiên Canh, Phương Thiên Lao, Vệ Thiên Vọng là 3 cao thủ của Thiếu Lâm Tây Vực xuất hiện trong phần đầu của bộ truyện)
Còn Hỏa công đầu đà trên cũng chạy sang Tây Vực, lập ra phái Kim Cương môn. Nổi tiếng với võ công Đại Lực Kim Cương Chỉ.

### A Đại
A Đại tên thật là Phương Đông Bạch, hiệu là "Bát Tí Thần Kiếm", trước kia là một trưởng lão của Cái Bang, nhưng giả chết vì bệnh trốn sang Tây Vực, gia nhập Phái Kim Cương. Y có thân hạc xác ve, mặt nhiều nếp nhăn, vừa gầy vừa cao. Sở trường về kiếm pháp, kiếm thuật tinh kỳ danh vang thiên hạ, nổi tiếng xuất kiếm cực nhanh chẳng khác nào có bảy tám cánh tay. Tại núi Võ Đang, y bị Trương Vô Kỵ dùng Thái cực kiếm đánh bại.

### A Nhị
A Nhị là truyền nhân của Hỏa công đầu đà, kẻ năm xưa ở chùa Thiếu Lâm học lén võ công, đả thương vô số tăng lữ trong chùa, sau đó chạy sang Tây Vực lập môn hộ. A Nhị đầu bị hói, người gầy gò, dáng thấp. A Nhị là một dị nhân trong môn phái Kim Cương, vốn có thần lực trời sinh, từ ngoại công biến ngược trở lại thành nội công, đi theo một đường riêng luyện thành một người nội công cực kỳ thâm hậu, tài năng còn hơn xa cả tổ sư Hỏa công đầu đà năm xưa. Chính y là chủ mưu đánh Ân Lê Đình bị trọng thương đứt hết gân cốt. Tại núi Võ Đang, y đấu nội lực thua Trương Vô Kỵ và bị trọng thương.

### A Tam
A Tam cũng là truyền nhân của Hỏa công đầu đà, học được Đại Lực Kim Cương Chỉ, thân hình rắn chắc, mạnh về quyền. Y từng đánh bại Không Tính Đại Sư (Thiếu Lâm Tự) nổi tiếng với tuyệt kỹ Long Trảo Thủ. A Tam cũng chính là kẻ đánh trọng thương đứt hết gân cốt Du Đại Nham tại núi Võ Đang. Y bị Trương Vô Kỵ dùng Thái cực quyền đánh gãy hết tay chân.

### Cương Tướng
Cương Tướng là sư đệ của A Tam, y là vị sư giả danh sư Thiếu Lâm lấy pháp hiệu Không Tướng mang đầu Không Tính thần tăng lên Võ Đang để ám toán Trương Tam Phong bằng Bát Nhã Kim Cương Chưởng và bị đánh chết.

## Phái Nga My

### Kỷ Hiểu Phù
Là ái đồ của Diệt Tuyệt sư thái, là người có đính ước với Ân Lê Đình lục hiệp phái Võ Đang nhưng thất thân với Tả Sứ Minh giáo Dương Tiêu nên sau đó sinh ra Dương Bất Hối, cô sợ sư phụ mình biết chuyện nên đã bỏ trốn sau đó cô bị Kim Hoa bà bà dùng ký hiệu giả để lừa đến Hồ Điệp Cốc. Tại đây cô bị thương và gặp lại Trương Vô Kỵ được Vô Kỵ chữa khỏi vết thương. Sau đó cả Kim Hoa bà bà và Diệt Tuyệt cùng đến và chiến đấu tại đây. Sau khi biết hết mọi chuyện Diệt Tuyệt sư thái yêu cầu cô giết chết Dương Tiêu để báo thù nhưng cô không đồng ý. Quá tức giận bà ta một chưởng giết chết cô trước mắt cô con gái nhỏ và Trương Vô Kỵ.
- Trong Phim:

Dung Huệ Văn (1986), 
Đằng Lệ Danh (2000), 
Đào Hồng (2003), 
Hà Giai Di (2009), 
Ô Tĩnh Tĩnh (2019)

### Đinh Mẫn Quân
Là đại sư tỷ của Kỷ Hiểu Phù, tính tình điêu ngoa ác độc, luôn ganh ghét với những đệ tử được Diệt Tuyệt sư thái sủng ái. Cô tìm mọi cách để hãm hại Kỷ Hiểu Phù và sau này là Chu Chỉ Nhược.

### Bối Cẩm Nghi
Là tiểu sư muội, luôn đứng về phía Kỷ Hiểu Phù và Chu Chỉ Nhược.

### Cô Hồng Tử
Là sư huynh của Diệt Tuyệt sư thái, qua lời kể của Diệt Tuyệt thì Cô Hồng Tử bị Dương Tiêu chọc giận mà chết.

### Còn có
- Tịnh Hư (bị Vi Nhất Tiếu hút máu mà chết).
- Tịnh Huyền (đại đệ tử của Diệt Tuyệt sư thái, chỉ kém sư phụ một vài tuổi)
- Tịnh Không
- Tịnh Tuệ
- Tịnh Chiếu (bị Hoàng Sam nữ tử vạch mặt khi ám sát hụt Tạ Tốn tại đại hội Đồ sư)
- Tịnh Vân
- Tô Mộng Thanh

...

## Thiếu Lâm Tự

### Không Kiến thần tăng
Ông là Phương trượng chùa Thiếu Lâm, đứng đầu tứ đại Thần Tăng, sau khi Thành Côn bái ông làm thầy, ông đã đứng ra hóa giả thù hận của y với Tạ Tốn, ông dùng Kim cang bất hoại thể chịu 13 quyền Thất Thương của Tạ Tốn mà vẫn không suy suyển một bước, nhưng vì sơ ý không đề phòng nên viên tịch, cái chết của ông là hối hận lớn nhất đời Tạ Tốn. Trước khi chết, Không Kiến nói với Tạ Tốn rằng Đồ Long Đao có thể giúp ông đánh thắng Thành Côn.

### Không Văn phương trượng
Là phương trượng kế nhiệm sau khi Không Kiến viên tịch, ông là nhà sư từ hòa nhưng cũng có tham vọng dương danh cho phái Thiếu Lâm nên nhiều khi bị Viên Chân (Thành Côn) xúi giục làm điều không mong muốn, bị Viên Chân gieo rắc vào đầu những ý nghĩ xấu xa về Minh giáo. Sau đó chính ông bị Viên Chân hạ độc, bị giam lại. Cuối cùng nhờ Minh giáo cứu giúp nên ông không còn nghĩ xấu về Trương Vô Kỵ và Minh giáo nữa.
Lúc quân Mông Cổ tràn lên chùa Thiếu Lâm thì ông giao cho Trương Vô Kỵ toàn quyền chỉ huy quần hùng giao tranh với quân Mông Cổ. Cuối cùng quân Mông Cổ bị quần hùng võ lâm đánh cho tan tành. Không Văn phương trượng kính trọng Trương Vô Kỵ hơn nữa.

### Không Trí thần tăng
Là cao tăng của Thiếu Lâm. Lúc bị giam ờ chùa Vạn An, Không Trí thần tăng từng giao đấu với Khổ đầu đà (Phạm Dao của Minh giáo, đang trà trộn làm thuộc hạ cho Triệu Mẫn của Mông Cổ), hai người không ưa gì nhau. Sau đó Không Trí thần tăng chủ trì Đồ sư anh hùng hội thay cho Không Văn phương trượng bị Viên Chân (Thành Côn) hạ độc, khống chế. Thấy Phạm Dao cùng Trương Vô Kỵ lên núi Thiếu Thất của Thiếu lâm thì Không Trí thần tăng giao hẹn với Phạm Dao rằng sẽ lên chùa Vạn An giao đấu lần nữa để phân thắng bại.
Lúc Trương Vô Kỵ cứu được Tạ Tốn ra khỏi ba vị cao tăng, Tạ Tốn khiến Thành Côn mù mắt, phế võ công của Thành Côn và bản thân mình. Không Trí thần tăng hô hào bảo Thành Côn thả Không Văn phương trượng ra thì chùa bị cháy. Tuy nhiên người của Minh giáo cứu lửa thành công, Phạm Dao thì cứu Không Văn phương trượng thoát khỏi biển lửa nhờ đi đường hầm ra ngoài. Không Trí thần tăng thấy vậy thì liền làm lành, kết giao hữu hảo với Phạm Dao.

### Không Tính thần tăng
Là người đứng ra giao đấu với Trương Vô Kỵ tại đỉnh Quang Minh khi Lục đại môn phái vây đánh Minh giáo. Ông trổ hết tài nghệ vẫn thua Trương Vô Kỵ. Sau đó phái Thiếu lâm xuống núi thì bị quân Mông Cổ của Triệu Mẫn bắt lại, đem giam ở chùa Vạn An thuộc Đại Đô (nay là Bắc Kinh, Trung Quốc). Không Tính thần tăng bị A Tam- thuộc hạ của Triệu Mẫn giết chết.

### Cao thủ
Các hoàng y lão tăng trong Đạt Ma viện...
- Môn hạ:
  - Viên Âm
  - Viên Chân (tức Thành Côn).
  - Viên Nghiệp,
  - Tuệ Thông,
  - Tuệ Quang
  - Bất Kiến
- Môn Hạ tục gia: Đa hùng tí Đô Đại Cẩm - Long Môn tiêu cục Tổng tiêu đầu.
- Môn Hạ tục gia: Trần Hữu Lượng

## Phái Côn Lôn
- Chưởng môn: Hà Thái Xung. Hà Thái Xung sau này lên Thiếu Lâm tìm giết Tạ Tốn thì bị Viên Chân (Thành Côn) giết chết.
- Cao thủ:
  - Tưởng Đào,
  - Cao Tắc Thành,
  - Thiểm Điện nương nương Ban Thục Nhàn. Chết chung với Hà Thái Xung ở Thiếu Lâm.
  - Tây Hoa Tử

## Phái Không Động
- Là một trong lục đại môn phái trên giang hồ.
- Chưởng môn: Đường Văn Lượng.

### Không Động ngũ lão

#### Tông Duy Hiệp
Tông Duy Hiệp đứng hàng thứ hai trong Không Động ngũ lão.

#### Thường Kính Chi
Nhất Quyền Đoạn Nhạc Thường Kính Chi đứng hàng thứ tư trong Không Động ngũ lão.

## Phái Hoa Sơn

### Thần Cơ Tử Tiên Vu Thông
Thần Cơ Tử Tiên Vu Thông là Chưởng môn Phái Hoa Sơn võ công bình thường nhưng rất nhiều quỷ kế. Trong đại chiến Lục đại môn phái trên Quang Minh đỉnh, Tiên Vu Thông đã bị Trương Vô Kỵ vạch trần khi năm xưa hắn giết chết sư huynh và đổ lỗi này cho Minh Giáo. Tiên Vu Thông bị giết tại Đồ Sư Anh Hùng Hội trên núi Thiếu Thất.

## Phái Cổ Mộ
Phái này xuất hiện từ thời Bắc Tống, tổ sư là Lâm Triều Anh võ công trác tuyệt nhưng giang hồ ít ai biết đến, nó là gạch nối giữa 2 bộ truyện Anh hùng xạ điêu và Thần điêu hiệp lữ, thậm chí là cả Ỷ thiên đồ long ký. Trong truyện này phái này rất mờ nhạt nhưng lại quan trọng vô cùng khi xuất hiện nhân vật "Hoàng Sam nữ tử" ra tay can thiệp, lúc kết chuyện nhắc lại uyên nguyên của cả hai báu vật Đồ Long Đao, Ỷ Thiên Kiếm.

## Cái Bang

### Sử Hỏa Long
Bang chủ nhưng đã bị Thành Côn và Trần Hữu Lượng ám sát khi đang luyện Hàng Long thập bát chưởng.

### Sử Hồng Thạch
Con gái của Sử Hỏa Long. Sau khi Hoàng Sam nữ tử vạch trần bang chủ giả và không có người thay thế thì các trưởng lão đã bầu cô giữ chức bang chủ thay cha mình. Cô là nữ bang chủ thứ hai của Cái bang sau Hoàng Dung.

### Trần Hữu Lượng
Trần Hữu Lượng dùng kế đoạt lấy chức Bang chủ Cái Bang, khởi xướng cuộc nổi dậy của dân nghèo chống Nguyên, đồng thời là đại kình địch của lực lượng Minh giáo do Chu Nguyên Chương cầm đầu (trước là Trương Vô Kỵ), cuối cùng bị Chu Nguyên Chương đánh bại. Trần Hữu Lượng dưới ngòi bút Kim Dung, có tài năng hiếm lạ:
Lúc nhỏ, Hữu Lượng là đệ tử tục gia của phái Thiếu Lâm, một lần Trương Tam Phong mang Trương Vô Kỵ bị trúng độc Huyền Minh thần chưởng đến chùa Thiếu Lâm cầu mượn cuốn Cửu dương thần công cứu mạng, đã trao đổi bằng khẩu quyết võ công phái Võ Đang, Hữu Lượng mới nghe qua một lần mà thuộc lòng, đọc lại không sót chữ nào, phương trượng chùa Thiếu Lâm thấy vậy nói rằng "võ công phái Võ Đang bản tự đã có, mời Trương tôn sư về cho".

### Trịnh trưởng lão
Là trưởng lão chín túi của Cái Bang. Là trưởng lão đời 24 của Cái Bang, có dáng vẻ to lớn, tay cầm sắt bát phục vụ dưới trướng của Sử Hỏa Long, võ công bình thường; sau bị Chu Chỉ Nhược chưởng môn phái Nga Mi giết chết.

## Các Phái khác
- Cự Kình bang,
- Hải Sa bang,
- Hổ Cứ tiêu cục,
- Long Môn tiêu cục,
- Lương Thuyền bang,
- Ngũ Phượng Đao,
- Tam Giang bang,
- Tấn Dương tiêu cục,
- Thanh Long phái,
- Thần Quyền Môn,
- Vu Sơn bang,
- Yến Vân tiêu cục